# Karmøy
Karmøy – norweska gmina (norw. Karmøy kommune) i wyspa leżąca w regionie Rogaland. Ośrodkiem administracyjnym jest miasto Kopervik.
Karmøy jest 315. norweską gminą pod względem powierzchni.

## Demografia
Według danych z roku 2005 gminę zamieszkuje 37 567 osób, gęstość zaludnienia wynosi 164,47 os./km². Pod względem zaludnienia Karmøy zajmuje 20. miejsce wśród norweskich gmin.
| ludność stan na 1 stycznia 2005 |         |           |        |
|                                 | kobiety | mężczyźni | razem  |
| osób                            | 18 802  | 18 765    | 37 567 |
| %                               | 50,05%  | 49,95%    | 100%   |

| wykształcenie stan na 1 października 2004 |        |         |        |        |
|                                           | podst. | średnie | wyższe | niezn. |
| osób                                      | 5816   | 17 945  | 4365   | 462    |
| %                                         | 20,34% | 62,77%  | 15,27% | 1,62%  |

## Edukacja
Według danych z 1 października 2004:
- liczba szkół podstawowych (norw. grunnskolar): 27
- liczba uczniów szkół podstawowych: 5972

## Władze gminy
Według danych na rok 2011 administratorem gminy (norw. rådmann) jest Arnt Mogstad, natomiast burmistrzem (norw. ordfører, d. borgermester) jest Kjell Arvid Svendsen.